# Material superduro
Um material superduro é um material com um valor de dureza superior a 40 GPa (gigapascals) quando é mensurado pelo ensaio de dureza Vickers.